# Andrzej Stanisław Barczak
Andrzej Stanisław Barczak (ur. 4 lutego 1939 w Rudzie, zm. 21 maja 2019 w Katowicach) – polski ekonomista, profesor nauk ekonomicznych, nauczyciel akademicki Uniwersytetu Ekonomicznego w Katowicach. Przewodniczący katowickiego oddziału Polskiego Towarzystwa Ekonomicznego. W swojej pracy naukowo-badawczej zajmował się teorią ekonometrii, mikroekonomii oraz analizie procesów finansowych.

## Życiorys
Syn Stanisława i Jadwigi. Z Uniwersytetem Ekonomicznym w Katowicach związany od początku swojej kariery naukowej. W latach 1960–1968 pełnił rolę asystenta na tej uczelni. W 1967 obronił pracę doktorską na temat ekonometrycznej analizy kosztów produkcji na przykładzie przemysłu piwowarsko-słodowniczego, napisanej pod kierunkiem prof. dr. hab. Zbigniewa Pawłowskiego. W latach 1968–1972 pracował jako adiunkt, a między 1972–1985 jako docent. W międzyczasie obronił rozprawę habilitacyjną pod tytułem Makromodele ekonometryczne a planowanie gospodarki narodowej (1976). Od 1 maja 1993 profesor zwyczajny.
Na Uniwersytecie Ekonomicznym w Katowicach pełnił różne funkcje, m.in.:
- Prodziekana Wydziału Przemysłu (1975–1981)
- Dziekana Wydziału Przemysłu (1984–1987)
- Kierownika Katedry Ekonometrii
- Prorektora (1981–1984)
- Przewodniczącego Uczelnianej Komisji Wyborczej (1993–1996)
- Rzecznika Dyscyplinarnego (1993–1996)

Poza funkcjami pełnionymi na uczelni był również członkiem wielu rad czy komisji naukowych, zarówno krajowych, jak i zagranicznych; do najważniejszych należą:
- The Econometric Society,
- The European Economic Association,
- The Royal Economic Society (York, Wielka Brytania),
- Polskie Towarzystwo Statystyczne(Członek Zarządu i Prezes Oddziału w Katowicach),
- Polskie Towarzystwo Ekonomiczne (Członek Rady Programowej i Prezes Oddziału w Katowicach),
- Polskie Towarzystwo Prakseologiczne,
- Towarzystwo Naukowe Organizacji i Kierownictwa,
- Komitet Statystyki i Ekonometrii Polskiej Akademii Nauk od 1976 roku (Członek Prezydium od 1993)
- Komitet Badań Ekonomicznych PAN (1996–1999)
- Członek Naukowej Rady Statystycznej Głównego Urzędu Statystycznego od 1981,
- Członek Komisji Matematycznej GUS od 1976,
- Przewodniczący Sekcji Ekonometrii w Zespole Nauk Prawnych i Ekonomicznych Komitetu Badań Naukowych,
- Zastępca Redaktora Naczelnego, Redaktor Działowy z zakresu statystyki i jej zastosowań „Przeglądu Statystycznego”,
- Członek Rady Programowej wydawnictwa „Gospodarka Narodowa”,
- Członek Komisji Nagród Naukowych przy Prezesie Rady Ministrów (1994–1997),
- Członek Komisji Konkursowej Komitetu Badań Naukowych (od 1994),
- Członek Centralnej Komisji ds. Stopni Naukowych i Tytułu Naukowego przy Prezesie Rady Ministrów (1994–1996),
- Członek Rady Głównej Szkolnictwa Wyższego (kadencja 1987–1998),
- Członek Towarzystwa Popierania i Krzewienia Nauki w Warszawie,
- Moderator Programu Regionalnej Polityki Gospodarczej Górnego Śląska (od 1992),
- Przewodniczący Rady Nadzorczej- Fundusz Górnośląski S.A. (1997–1999),
- Członek Honorowy Górnośląskiego Towarzystwa Gospodarczego,
- Członek Rady Programowej Wydawnictw Uczelnianych Uniwersytetu M. Kopernika w Toruniu,
- Współpracownik Organizacji Narodów Zjednoczonych (projekt Habitat),
- Członek Krajowej Izby Gospodarczej i Regionalnej Izby Gospodarczej.

W czasie swojej kariery naukowej był promotorem ponad 250 magistrów, 9 doktorów, recenzentem 92 prac doktorskich, 58 prac habilitacyjnych, 22 wniosek o tytuł naukowy, 4 wniosków o tytuł doktora honoris causa oraz recenzentem wielu prac naukowych, książek, artykułów dla wydawnictw i czasopism naukowych w Polsce i za granicą.
W latach 2010–2012 był rektorem niepublicznej Śląskiej Wyższej Szkoły Zarządzania im. gen. Jerzego Ziętka w Katowicach. Był nauczycielem akademickim Prywatnej Wyższej Szkoły Nauk Społecznych, Komputerowych i Medycznych w Warszawie.
14 kwietnia 2005 Akademia Ekonomiczna im. Oskara Langego we Wrocławiu (obecnie Uniwersytet Ekonomiczny) nadał mu tytuł doktora honoris causa. Odznaczony między innymi: Krzyżem Oficerskim (1998) oraz Krzyżem Kawalerskim Orderu Odrodzenia Polski, Srebrnym i Złotym Krzyżem Zasługi, Medalem Komisji Edukacji Narodowej.
25 maja 2019 pochowano go na Cmentarzu przy ulicy Józefowskiej w Katowicach.